# ГЕС Ладжанурі
ГЕС Ладжанурі — гідроелектростанція на півночі Грузії. Знаходячись перед Гуматі І (46 МВт), становить верхній ступінь каскаду у сточищі Ріоні (одна з найбільших річок країни, яка впадає до Чорного моря біля Поті).
Ресурс для роботи станції отримують із правих приток Ріоні — річок Цхенісцкалі та Ладжанурі. Для цього на першій облаштували водозабір, від якого в долину Ладжанурі веде тунель довжиною 5,5 км з діаметром 5 метрів, розрахований на подачу до 60 м3/сек. Під час будівництва цієї споруди здійснили вибірку породи у обсязі 551 тис. м3 та використали 23 тис. м3 бетону. На Ладжанурі звели аркову бетонну греблю висотою 69 метрів, довжиною 127 метрів та товщиною від 3,7 (по гребеню) до 13 (по основі) метрів. Вона утримує водосховище з об'ємом 25 млн м3, в тому числі 18 млн м3 корисний об'єм.
Зі сховища починається головний дериваційний тунель довжиною 2,5 км з діаметром 6 метрів, який прямує через правобережний масив у напрямку Ріоні та здатен транспортувати до 100 м3/сек. Під час його будівництва здійснили вибірку породи у обсязі 112 тис. м3 та використали 28 тис. м3 бетону.
Споруджений у підземному виконанні на глибині 140 метрів машинний зал станції має розміри 55х18 метрів при висоті 56 метрів. При його створенні вибрали 195 тис. м3 породи та використали 98 тис. м3 бетону.
Основне обладнання ГЕС становлять три турбіни типу Френсіс потужністю по 37,5 МВт, які при напорі у 128 метрів повинні забезпечувати виробництво 438 млн кВт-год електроенергії на рік.
Відпрацьована вода по відвідному тунелю транспортується до Ріоні.